# قاي مول
قاي مول (بالفرنسية: Guy Moll) هو سائق سيارة سباق فرنسي، ولد في 28 مايو 1910 في مفتاح في الجزائر، وتوفي في 15 أغسطس 1934 في بسكارا في إيطاليا.

## روابط خارجية
- قاي مول على موقع DriverDB.com (الإنجليزية)